# Life in Pieces
Life in Pieces est une série télévisée américaine en 79 épisodes de 22 minutes créée par Justin Adler et Aaron Kaplan, et diffusée entre le 21 septembre 2015 et le 27 juin 2019 sur le réseau CBS et en simultané sur Citytv au Canada.
En France, la série est diffusée depuis le 15 octobre 2016 sur Comédie+, en Suisse depuis le 22 janvier 2018 sur RTS Un et en Belgique depuis le 20 juin 2019 sur Plug RTL.

## Distribution

### Acteurs principaux
- Dianne Wiest (VF : Blanche Ravalec) : Joan Short
- James Brolin (VF : Jean Barney) : John Short
- Zoe Lister-Jones (VF : Claire Baradat) : Jennifer « Jen » Collins, mariée à Greg, mère de Lark
- Colin Hanks (VF : Jimmy Redler) : Greg Short, père de Lark
- Angelique Cabral (VF : Valérie Nosrée) : Colleen Ortega, fréquente Matt
- Thomas Sadoski (VF : Guillaume Lebon) : Matthew « Matt » Short
- Betsy Brandt (VF : Brigitte Guedj) : Heather Hughes, mariée à Tim, ainée de la famille Short
- Dan Bakkedahl (VF : Jérome Wiggins) : Tim Hughes
- Niall Cunningham (VF : Thomas Sagols) : Tyler, fils d'Heather et de Tim
- Holly J. Barrett (VF : Issia Lorrain) : Samantha, fille d'Heather et de Tim
- Giselle Eisenberg (VF : Leslie Lipkins) : Sophia, fille d'Heather et de Tim
- Hunter King (en) (VF : Vanessa Van-Geneugden) : Clementine (récurrente saison 1, principale depuis la saison 2)
- Ana Sophia Heger : Lark Short, fille de Jen et Greg (principale depuis la saison 3)

### Acteurs récurrents
- Fortune Feimster (VF : Laëtitia Lefebvre) : Dougie
- Ashley Wolff (VF : Gwenaelle Jegou) : Jenna
- Jordan Peele (VF : Diouc Koma) : Chad, ex-fiancé de Colleen (saison 1)
- Susan Park (VF : Laurence Sacquet) : Dr Sally Hong (saison 1)
- Cary Elwes : Professeur Sinclair Wilde (saison 2)

### Invités
- Tonita Castro (en) : Tonita, la grand-mère de Colleen (saison 1, épisodes 4 et 7)
- Ken Marino : Will (saison 1, épisode 4)
- Martin Starr : Oscar (saison 1, épisodes 5 et 19)
- Alex Borstein : Lynette (saison 1, épisode 6)
- Martin Mull (VF : Gérard Surugue) : Gary Timpkins (saison 1, épisodes 8 et 12)
- Brenda Song (VF : Audrey Sablé) : Bonnie (saison 1, épisode 12)
- Greg Grunberg (VF : Christophe Lemoine) : Mikey (saison 1, épisode 15)
- Ann Morgan Guilbert (VF : Françoise Pavy) : Shirley « GiGi » Pirkle (saison 1, épisodes 15 et 22)
- Josh Groban : Ian, vendeur de guitares (saison 1, épisode 16)
- Kat Von D : Lois (saison 1, épisode 16)
- Amarr M. Wooten (VF : Françoua Garrigues) : Buddy (saison 1, épisode 18)
- J.B. Smoove : Darryl (saison 1, épisode 19)
- Megan Mullally (VF : Natacha Muller) : Mary-Lynn (saison 2)
- Nick Offerman (VF : Bernard Métraux) : Spencer (saison 2)

- Version française
  - Société de doublage : Audiophase[6]
  - Adaptation des dialogues : Michèle Lituac[7] et Catherine Lafond[7]
  - Direction artistique : Julie Elmaleh[7]

 Source et légende : version française (VF) sur RS Doublage et Doublage Séries Database

## Production

### Développement
Le 22 janvier 2015, CBS commande un pilote,.
Le 8 mai 2015, le réseau CBS annonce officiellement la commande du projet de série,.
Le 13 mai 2015, lors des Upfronts, CBS annonce la diffusion de la série pour les lundis à partir de septembre 2015 immédiatement après The Big Bang Theory, et sera déplacé au jeudi à la fin novembre.
Le 27 octobre 2015, CBS annonce la commande de neuf épisodes supplémentaires pour la première saison ce qui la porte à 22 épisodes au total.
Le 11 mai 2016, la série est renouvelée pour une deuxième saison.
Le 23 mars 2017, CBS annonce la reconduction de la série pour une troisième saison,.
Le 12 mai 2018, la série est renouvelée pour une quatrième saison.
Le 10 mai 2019, CBS annule la série, mais tous les épisodes seront diffusés.

### Casting
Les rôles principaux ont été attribués dans cet ordre : Colin Hanks, Betsy Brandt, Dianne Wiest, Zoe Lister-Jones, Thomas Sadoski, Angelique Cabral, James Brolin et Dan Bakkedahl.
Le 3 juin 2016, Hunter King (en) qui joue Clementine, est promue au sein de la distribution principale lors de la deuxième saison.

## Épisodes

### Première saison (2015-2016)
1. Premier rencart/L'accouchement/L'université/Funéraille (Pilot)
2. Interruptus/Second rencart/L'allaitement/Le déménagement (Interruptus Date Breast Movin')
3. Le sommeil/Le mail/Le Bruch/L'arbre (Tree Email Sleepy Brunch)
4. Le repas de Chad/Triangle/Les Lits/La partie de Tim (Prison Baby Golf Picking)
5. Le canon/Le secret/Le portable/Les microbes (Babe Secret Phone Germs)
6. Ponzi/Sexe et feu vert/Paris/Château gonflable (Ponzi Sex Paris Bounce)
7. Nounou/Plongeon sur tente/Les boucles d'oreilles/Cheeto (Nanny Tent Earrings Cheeto)
8. Le parrain/La dinde/Le labyrinthe/Problèmes intestinaux (Godparent Maze Mexican Farts)
9. L'hôpital/les photos de boudoir/la punition/namaste (Hospital Boudoir Time-Out Namastev)
10. Incendie sous contrôle/vasectomie/milkshake/ping-pong (Burn Vasectomy Milkshake Pong)
11. La fac/le Noël de Joan/le cadeau/John chante Noël (College Stealing Lice Caroling)
12. La morsure/l'avion/pote de drague/Bonnie (Bite Flight Wing-Man Bonnie)
13. La gym/La fête/Le vide-grenier/Le Homard (Party Lobster Gym Sale)
14. Le testament/Les déchets/Le livre/Massage en couple (Will Trash Book Spa)
15. Matt le coach/La voiture de Tyler/La télé/Cousin mikey (Soccer Gigi TV Mikey)
16. Le tatouage/Saint-Valentin/La guitare/Deuxième bébé (Tattoo Valentine Guitar Pregnant)
17. Nouvelle tête/Le récital/Arc-en-ciel/Mama mia (Hair Recital Rainbow Mom)
18. Le sexting/Samantha et Irving/Limonade/Peine de cœur (Sexting Mall Lemonade Heartbreak)
19. Le fléau/La guerre/La famine/La mort (Pestilence War Famine Death)
20. La blague/L'assistant/Le chewing-gum/Un amour de chien (Prank Assistant Gum Puppy)
21. Conte de fées/La carte/Le bal/Dougie (Cinderella Fantasy Prom Dougie)
22. L'invention/Le divorce/La tablette/La bague (Crytunes Divorce Tablet Ring)

### Deuxième saison (2016-2017)
Elle a été diffusée du 27 octobre 2016 au 11 mai 2017.
1. Emménagement/Déménagement/Pilule magique/Fête prénatale (Annulled Roommate Pill Shower)
2. Réceptionniste/Marijuana/A voté/Les crampes (Receptionist Pot Voting Cramp)
3. Sourcilleux/Anonyme/Nos belles années/Gigi in the Sky (Eyebrow Trapped Anonymous Gem)
4. Les retours/Le Big Boss/Le pilote/L'anniversaire (Cheap Promotion Flying Birthday)
5. Le dîner/Le Professeur/Premiers pas/Soirée filles (Steps Dinner Professor Lesbian)
6. La boxe/Deuxième avis/L'araignée/La barbe (Boxing Opinion Spider Beard)
7. Nage ou crève/Survivor/Zen Jen/La discussion (Swim Survivor Zen Talk)
8. Créneau sexe/La coiffeuse/Les robes/Bénédicité (Window Vanity Dress Grace)
9. Bug de l'An 2000/Sophia/Lune de Miel/Matt (#TBT: Y2K Sophia Honeymoon Critter)
10. Comédie musicale/Motus Hôtel/Première maison/Bingo (Musical Motel Property Bingo)
11. Avant-Match/Spirale infernale/Le choix de Sophia/Les places (Tailgate Spiral Souvenir Seating)
12. Le témoin/L'épilation/Miss Indépendance/Clémentine a un travail (Best Waxing Grocery Rental)
13. Chef à domicile/Sauvetage canin/Saint-Valentin/Négociation (Chef Rescue Negotiator Necklace)
14. John & Joan sont 2.0/Derek/L'Organisation du Mariage/En coulisses (Facebook Fish Planner Backstage)
15. Fête à deux/Push-up/Maison du futur/Pasteure (Awkward Bra Automated Ordained)
16. Motocross/Vieillesse/Mécanicien/Tremblement de Terre (Dirtbike Old Mechanic Earthquake)
17. Découchage/Le rêve/Le détecteur/Les Folies de la nuit (Sleepover Dream Light Haze)
18. Favoritisme/lunettes/Miguel/entremetteuse (Favorite Vision Miguel Matchmaker)
19. Babysitting/la vérité nue/entrepreneurs/l'effet papillon (Butterfly Argument Babysit Invention)
20. Oreille/mépris /liste de mariage/manuscrit (Ear Registry Scorn Manuscript)
21. Avion/Mexique/bébé à bord/retard (Late Dreambaby Smuggling Voucher)
22. Poison/feu/tétons /l'univers (Poison Fire Teats Universe)

### Troisième saison (2017-2018)
Elle a été diffusée du 2 novembre 2017 au 17 mai 2018.
1. Compensation / La fée tutute / Cache-cache / Désynchronisation (Settlement Pacifier Attic Unsyncing)
2. Ô nom ! / Tyler se bouge / Cauchemar / Petits remontantsu (Bunny Single Nightmare Drinking)
3. Chasse au trésor / La note / Le poker / Va, entends et fuis (Treasure Ride Poker Hearing)
4. Testostérone / Martyre / Stone / Le couteau (Testosterone Martyr Baked Knife)
5. Bouchées double / Le pot / Le golf / L'enfant du milieu (Meal Potty Cart Middle)
6. Gaufre party / Permission / Sans enfant / Petit copain (Waffle Permission Kidless Boyfriend)
7. 35 ans / La prof / Jeu d'évasion / Le ticket (Thirty-Five Teacher Escape Lottery)
8. Les Short fêtent Noël (The Twelve Shorts of Christmas)
9. La lecture / L'oeuf ou la poule / L'infirmière / Les voisins (Reading Egg Nurse Neighbor)
10. Urgence / Entretien / Conduite / Déjeuner (Emergency Interview Driving Lunch)
11. Une nouvelle oie / Amies / Enchères / Les brasseurs (Goose Friends Auction Fog)
12. Toilettes / Rasage / Coincés / Fertilité (Toilet Shaving Stuck Fertility)
13. Thérapie / Triche / Les chaussures / Soirée ciné (Therapy Cheating Shoes Movie)
14. Parents / Généalogie / Coupons / Les chaperons (Parents Ancestry Coupon Chaperone)
15. Nouveau job / La plus mignonne / Le collier / La piqûre (Graffiti Cute Jewelry Shots)
16. Concours / Vélo / Peluches / Viande séchée (Pageant Bike Animals Jerky)
17. Baby-sitter / Relations / Sœur / Le matelas (Sitter Dating Sister Mattress)
18. Locataire / Portrait / Plagiat / Arnaque (Portrait Plagiarism Renter Scam)
19. La maison de Jen & Greg / Destinée / Présentations / La retraite (#TBT: House Destiny Introduction Retirement)
20. Lingerie / Livre de cuisine / Les paris / Mère porteuse (Lingerie Cookbook Gamble Surrogate)
21. Remerciements / Le piercing / Mannequin senior / Jen tonic (Video Piercing Model Hangover)
22. Seize ans / Espagnol / Voiture / Fuite (Sixteen Spanish Car Leak)

### Quatrième saison (2019)
Cette dernière saison de treize épisodes est diffusée depuis le 18 avril 2019.
1. Jungle Push Resort Anniversary
2. Demo Nosebreath Surgery Match
3. Misery Turd Name Pills
4. Birth Meddling Jacket Denial
5. Sonogram Frog Rub Family
6. Recovery Discipline Psycho Labor
7. Lost Math Art Glam
8. X Box Glimpse Spotlight
9. Four Short Fairy Tales
10. Letter Promise Adult Seventy
11. Clean Pens Grandma Guys
12. Cabana Hero Action Son
13. Reverse Burden District Germany